# Forficuloecus meinertzhageni
Forficuloecus meinertzhageni är en insektsart som beskrevs av Guimarães 1974. Forficuloecus meinertzhageni ingår i släktet Forficuloecus och familjen fjäderlöss. Inga underarter finns listade i Catalogue of Life.